# 안양중앙시장

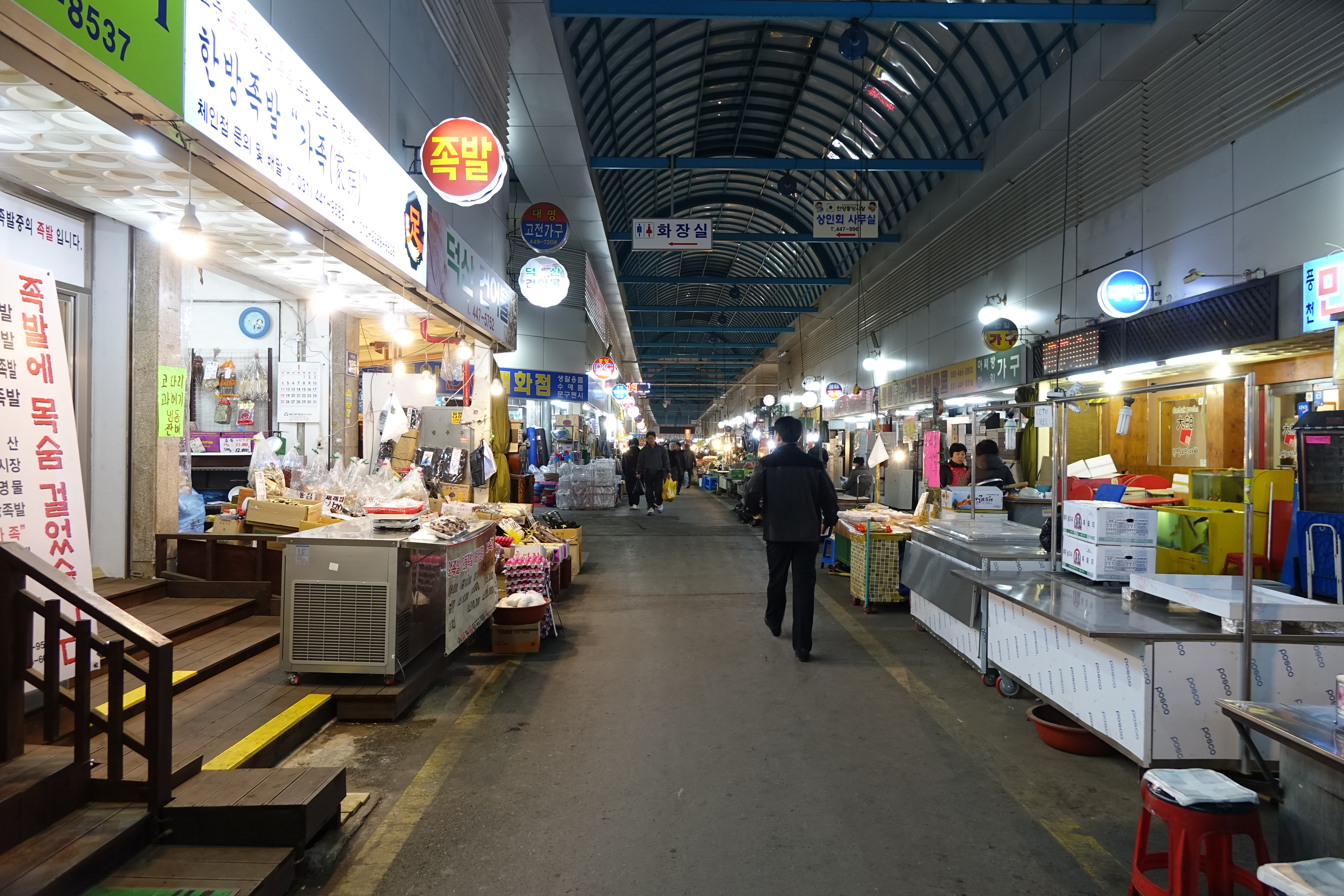
중앙시장내

안양중앙시장(Anyang Central Market)은 경기도 안양시 만안구에 위치한 안양에서 가장 규모가 큰 재래시장이다. 1926년 1월 5일 정기시장으로 개설되었다. 한복류, 채소류, 슈퍼, 공산품, 식당, 전통식품, 생선 등을 취급하는 종합 상설시장이며, 근방에 롯데백화점 (0.4km), 2001아울렛할인점, E마트, 남부시장, 중앙지하상가, 역전지하상가쇼핑몰 등이 있다.

## 현황[4]
- 점포수 : 1,151
- 면적(m2) : 43,330
- 대지면적(m2) : 63,000
- 상인수 : 1,359

## 연혁[5]
- 1926년 : 안양시 만안구 안양1동에 5, 10일 정기시장으로 안양시장 개설
- 1940년 : 안양장으로 개칭되어 불림
- 1960년 : 안양 우시장으로 명칭 변경
- 1961년 : 안양시 만안구 안양4동에 안양공설시장 개설
- 1970년 : 상설시장으로 변모
- 1995년 : 중앙시장 상인회 발족
- 2005년 : 아케이드 공사 준공
- 2006년 : 인정시장 등록
- 2007년 : 시범시장 확정